# Джейк Макдорман
Джон Алън Макдорман IV (на английски: John Allen 'Jake' McDorman IV), по-известен само като Джейк Макдорман, е американски актьор. Най-известните му роли са тези на Евън Чеймбърс в „Колежани“ (2007 – 2011) и Брайън Финч в сериала „Високо напрежение“ (2015 – 2016).

## Филмография

### Филми
- 2006: „Аквамарин“
- 2007: „Умирай трудно 4“
- 2014: „Американски снайперист“
- 2017: „Лейди Бърд“
- 2018: „Бягството на затворник №614“
- 2022: „Джери и Мардж живеят на широко“

### Телевизия
- 2004 – 2005: „Банда близнаци“
- 2006: „Д-р Хаус“
- 2006: „От местопрестъплението: Маями“
- 2007: „Забравени досиета“
- 2007 – 2011: „КолежаниКолежани“
- 2011: „Пазителят на Мемфис“
- 2012: „Там ли си, Челси?“
- 2012: „Нюзрум“
- 2013 – 2014: „Безсрамници“
- 2015 – 2016: „Високо напрежение“